# دوبریوویه تریویچ
دوبریوویه تریویچ (سیریلیک صربی: Добривоје Тривић؛ ۲۶ اکتبر ۱۹۴۳ – ۲۶ فوریهٔ ۲۰۱۳) بازیکن فوتبال اهل یوگسلاوی بود.
از باشگاه‌هایی که در آن بازی کرده‌است می‌توان به باشگاه فوتبال المپیک لیون، باشگاه فوتبال وویوودینا، و باشگاه فوتبال تولوز اشاره کرد.
وی همچنین در تیم ملی فوتبال یوگسلاوی بازی کرده‌است.
وی در مسابقات کشوری و بین‌المللی در مجموع برندهٔ ۱ مدال نقره شده‌است.